# レイ・ザ・バレル
レイ・ザ・バレル（Rey Za Burrel）は、テレビアニメ『機動戦士ガンダムSEED DESTINY』に登場する架空の人物。
担当声優は関俊彦（幼少時代は桑島法子）。

## 人物
- 人種：ナチュラル[注 1]
- 血液型：O型
- 年齢：不明
- 身長：168cm
- 体重：56kg
- 髪色：白金
- 瞳：淡い水色
- 出身地：GARM R&D社L4コロニー メンデル内研究所（ヒビキ研究室）

ザフトの最新鋭戦闘母艦ミネルバに配属された赤服MSパイロット。ミネルバ所属パイロットのリーダー格で、エリートパイロットのみ許される白色のパーソナルカラーに塗装されたブレイズザクファントムに搭乗し、パイロットスーツも白を基調にしている。
シン・アスカ、ルナマリア・ホークとはアカデミー（ザフトの士官学校）時代からの同期。白兵戦での射撃の腕前も非常によく、射撃トレーニングでは急所の部分を的確に撃ちぬいていた。
レイはナチュラルであるアル・ダ・フラガのクローンであり、遺伝子上同一人物とされるラウ・ル・クルーゼがナチュラルであるため、彼もナチュラルである可能性は極めて高く、劇中でもそれを示唆する場面がある。書籍や設定資料集では「ナチュラルである可能性が高い」と書かれることが多く、番組放映後に製作スタッフは彼をナチュラルであると言っている。レイは「二次コピー」であり、コピー元となったのはラウ・ル・クルーゼとあり、その場合彼はラウ・ル・クルーゼと同じナチュラルであったということになる。
遺伝子は、アル・ダ・フラガのクローンでナチュラルではあり、なおかつクローン人間としてテロメアが生まれつき短く細胞は老化している。レイは物語の終盤にシンに対して「ただ、キラ・ヤマトという夢のたった一人を作る資金の為に俺達は作られた。」と発言し、出生と先が短いことを打ち明けている。
レイにはギルバート・デュランダルのような「家族」というべき存在がいたことや、シンやルナマリアという同年代の友人に恵まれたこともあってか、ラウのように世界を憎悪し、全てを滅ぼそうとは考えていない。ただし、クローンである自分自身や、完全な人工的手段で生み出されたスーパーコーディネイターであるキラ・ヤマトは、自然の摂理に反する存在として滅ぶべき存在だという考えを持っていた。
自分を幼い頃に引き取ったラウとその友人であるデュランダルに絶対の信頼を寄せている。
戦闘面においては非常に高い能力を有しており、ラウには劣るとされるが優れた空間認識能力を保持し、作中における第二次ドラグーン・システムの運用で幅広い攻撃ヴァリエーションと細やかな操作テクニックを見せた。ラウがムウ・ラ・フラガと戦場で互いの存在を感知したのと同じように、放送初期にはレイもネオ・ロアノークとしてのムウと互いを認識させていたが、中盤以降は戦場で対峙してもそのような描写は無くなり、後のメディアミックス展開でも殆ど触れられなかった。
本編では感情を余り表に出さない沈着冷静なキャラクターであるが、育ての親であるデュランダルの前では嬉しさの余り頬を染める場面が見受けられる。本作のSUIT CDシリーズ第6弾に収録されているアカデミー時代を舞台としたミニドラマでは、シンやルナマリアといった同世代の友人達の理不尽な言動に引き出された年齢に応した少年らしいコミカルな感情を見せていた。また、タネキャラ劇場では本当はとても気弱であることで感情を剥き出すという設定だった。

## 経歴
地球連合軍第81独立機動群ファントムペインによるアーモリーワン襲撃に遭遇し、ルナマリアと共に迎撃に向かう。
ロドニアにおいて、シン・アスカとエクステンデッドの研究所を調査中に、原因不明の体調不調を訴えた。その後捕虜として捕まったステラを懲罰覚悟でミネルバから逃がそうとしたシンに手を貸した。もっとも、これはシンからの信用を得て利用するためだったが、その一方でステラの境遇に同情し、「自分や彼女のような存在が生まれることのない世界を作る」という考えもあってのことだった。
ジブラルタル基地において、アスラン・ザラは目指す世界の障害となる者としてデュランダルに報告、その後脱走したアスランとメイリン・ホークの乗ったグフをシンと共に追撃し、シンは最終的にグフを撃墜、その後、二人を殺害した（と思っていた）ために悪夢を見るシンに対して｢それは弱さだ、それでは何も守れない｣と発言した。
最終決戦であるメサイア攻防戦前夜に、シンにクローンであることを明かし、自分のような存在が二度と生まれてこないために、議長の提案したデスティニープラン成就のために命を懸けることをシンに宣言した。そう遠からず死を迎える自分に代わり、新しい世界とデュランダルを守れと言い残し、デスティニープランを阻止せんと立ちはだかるアークエンジェル、エターナルとの決戦に臨みレジェンドで出撃、キラ・ヤマトとの戦闘において、「俺はラウ・ル・クルーゼだ」と言いラウの怨念が乗り移ったかのごとくキラに襲い掛かり、やがて消えゆき、デュランダルの創る世界に生きることはない自分と共に、あってはならない存在とするキラを滅ぼそうとするが、キラにレイの生命はレイ自身のものであると諭され、動揺したところをストライクフリーダムのマルチ・ロックオンによる一斉射撃を受け、レジェンドは大破し戦闘不能となった。
大破したレジェンドの中でしばらく気を失っていたが、意識を取り戻した後デュランダルの指揮する要塞メサイアに向かい、タリアとデュランダルに銃を向けるキラの背後に回るが、人は自分の意志で変わることも生き抜くこともできるというキラの言葉に心を動かされ、自らの手でデュランダルを銃撃、デュランダルに謝り泣き崩れた。結果的にその行動はデスティニープランを否定し、人類が遺伝子を超え得る未来をデュランダルに示し、最後はデュランダルに寄り添うタリアに呼びかけられ、自分を抱きしめる彼女を「お母さん」と呼びながら、デュランダル、タリアと共に爆炎の中に消えて行った。
小説版では、死の直前、レイを探しにメサイア近辺まで戻って来たシンとルナマリアに「明日」を託している。

## 搭乗機
- ZGMF-1001 ザクファントム（レイ・ザ・バレル専用機）
- ZGMF-X666S レジェンドガンダム

## 評価
『愛と戦いのロボット 完全保存版』で発表されたアンケート「みんなで選ぶロボットアニメーションベスト100」では、「一番美しい悪役・敵役は？」で第60位にランクインした。